# Szvinyiste (Drugovo)
Szvinyiste (macedónul: Свињиште) település Észak-Macedóniában, a Délnyugati körzet Kicsevói járásában, 2013-ig a Drugovói járás része volt, ami teljes egészében beolvadt a Kicsevói járásba.

## Népesség
| Lakosok száma | 228  | 243  | 237  | 172  | 125  | 109  | 98   | 57   | 38   |
|               | 1948 | 1953 | 1961 | 1971 | 1981 | 1991 | 1994 | 2002 | 2021 |

2002-ben 57 lakosa volt, akik mindannyian macedónok.